# Hans Thum

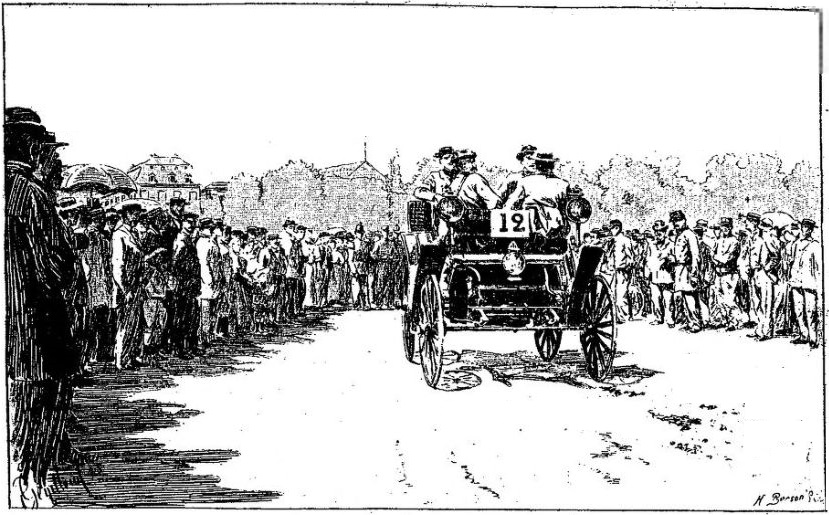
Hans Thum auf Benz beim Rennen Paris–Bordeaux–Paris 1895

Johannes „Hans“ Thum (* 13. April 1869 in Königsfeld im Schwarzwald; † 2. Juli 1904 im Odenwald) war ein deutscher Unternehmer und Automobilrennfahrer.

## Werdegang
Thum trat am 21. April 1887 als Schlosser und Monteur in die Firma Benz & Co. in Mannheim ein. Dort war einer der ersten Instrukteure für „Führung und Behandlung von Automobilen“.
In der Zeit der Jahrhundertwende zwischen dem 19. und 20. Jahrhundert startete Thum erfolgreich bei Automobilwettfahrten. Im Jahr 1895 nahm er auf Benz (möglicherweise auch auf Roger-Benz) am Rennen Paris–Bordeaux–Paris teil, das später vom Automobile Club de France als erster Grand Prix automobile de l’A.C.F. bezeichnet wurde. Für die 1178 km Strecke benötigte Thum 64,5 Stunden, womit sein Wagen als fünftes von neun Fahrzeugen das Ziel erreichte. Da die beiden Erstplatzierten Wagen – der Panhard & Levassor von Émile Levassor und der Peugeot von Louis Rigoulot – nicht gewertet wurden, weil es sich dabei nicht wie in der Ausschreibung gefordert, um viersitzige, sondern um zweisitzige Wagen handelte, belegte Thum hinter Paul Koechlin (Panhard & Levassor) und Auguste Doriot (Peugeot) Rang drei in der Endwertung.
Anfang Juli 1899 fuhr er auf dem Benz 8 PS Rennwagen, dem ersten veritablen Rennwagen der Benz & Cie., als Beifahrer von Fritz Held bei der Fernfahrt Frankfurt–Köln über eine Strecke von 193,2 km mit einer Durchschnittsgeschwindigkeit von 22,5 km/h den Klassensieg ein und gewann die Große Goldene Medaille. Zweiter wurde ein weiterer Benz 8 PS, pilotiert von Emil Graf. 
Hans Thum verunglückte Anfang Juli 1904 bei einer Ausfahrt in den Odenwald im Alter von 35 Jahren tödlich.